# 川本郵便局 (島根県)
川本郵便局（かわもとゆうびんきょく）は、島根県邑智郡川本町にある郵便局。民営化前の分類では集配特定郵便局であった。

## 概要
住所：〒696-8799 島根県邑智郡川本町川本下新町522-5

## 沿革
- 1872年8月4日（明治5年7月1日） - 河本郵便取扱所として開設[1]。
- 1875年（明治8年）1月1日 - 河本郵便局（五等）となる。
- 1880年（明治13年）10月 - 為替取扱を開始。同年、川本郵便局に改称。
- 1881年（明治14年） - 貯金取扱を開始。
- 1897年（明治30年）3月30日 - 川本郵便電信局となる。
- 1903年（明治36年）4月1日 - 通信官署官制の施行に伴い川本郵便局となる。
- 1959年（昭和34年）5月27日 - 電話交換および電報配達事務の取扱を川本電報電話局に移管[2]。
- 2006年（平成18年）10月16日 - 三原郵便局（〒696-1299→〒696-1225）から集配業務を移管[3]。
- 2007年（平成19年）3月5日 - ゆうゆう窓口を廃止。
- 2007年（平成19年）10月1日 - 民営化に伴い、併設された郵便事業石見大田支店川本集配センターに一部業務を移管。
- 2012年（平成24年）10月1日 - 日本郵便株式会社発足に伴い、郵便事業石見大田支店川本集配センターを川本郵便局に統合。

## 取扱内容
- 郵便、印紙、ゆうパック、内容証明
- 貯金、為替、振替、振込、国際送金、国債
- 生命保険、バイク自賠責保険
- ゆうちょ銀行ATM
- 邑智郡川本町内全域（〒696-00xx、696-85xx、696-86xx、696-87xx、696-12xx）の集配業務

## 風景印
- 図案は江川太鼓とサツキ、鮎。局名表記は「島根 川本」
- 使用開始日は1985年（昭和60年）11月3日

## 周辺
- 川本町役場
- 島根県立島根中央高等学校

## アクセス
- JR三江線 石見川本駅から徒歩約4分
- 石見交通バス 川本駅停留所下車
- 駐車場あり：3台